# Моньюмент (Нью-Мексико)
Моньюмент (англ. Monument) — переписна місцевість (CDP) в США, в окрузі Леа штату Нью-Мексико. Населення — 213 особи (2020).

## Географія
Моньюмент розташований за координатами 32°37′27″ пн. ш. 103°16′40″ зх. д. / 32.62417° пн. ш. 103.27778° зх. д. (32.624271, -103.277647).  За даними Бюро перепису населення США в 2010 році переписна місцевість мала площу 13,65 км², уся площа — суходіл.

## Демографія
Згідно з переписом 2010 року, у переписній місцевості мешкало 206 осіб у 80 домогосподарствах у складі 55 родин. Густота населення становила 15 осіб/км².  Було 96 помешкань (7/км²).
Расовий склад населення:
| - 92,7 % — білих - 0,5 % — корінних американців - 0,5 % — чорних або афроамериканців - 6,3 % — осіб інших рас |

До двох чи більше рас належало 0,0 %. Частка іспаномовних становила 33,5 % від усіх жителів.
За віковим діапазоном населення розподілялося таким чином: 26,2 % — особи молодші 18 років, 58,8 % — особи у віці 18—64 років, 15,0 % — особи у віці 65 років та старші. Медіана віку мешканця становила 34,5 року. На 100 осіб жіночої статі у переписній місцевості припадало 108,1 чоловіків;  на 100 жінок у віці від 18 років та старших — 102,7 чоловіків також старших 18 років.
Цивільне працевлаштоване населення становило 51 осіб. Основні галузі зайнятості: сільське господарство, лісництво, риболовля — 41,2 %, оптова торгівля — 29,4 %, транспорт — 15,7 %, інформація — 13,7 %.